# Juliana Knust
Juliana Knust Sampaio (Niterói, 29 de maio de 1981) é uma atriz brasileira.
A atriz iniciou sua carreira na temporada 1997 de Malhação. Porém, foi em 2003, ao atuar ao lado de Malu Mader na telenovela Celebridade, onde interpretou Sandra, que Juliana consolidou sua carreira. Após isso, foi capa de diversas revistas como Boa Forma e VIP, e posou nua para o ensaio de capa da edição brasileira da revista masculina Playboy, em 13 de dezembro de 2007.

## Carreira
Juliana começou a dar os primeiros passos na carreira artística aos 12 anos, quando começou a estudar Teatro. Disposta a investir nessa área, se inscreveu em uma escola profissionalizante de Artes Cênicas, fez cursos de vídeo, palco e, depois de fazer alguns contatos e testes, conseguiu uma vaga na Oficina de Atores da Rede Globo.
Juliana começou sua carreira aos 15 anos quando apresentou um programa educativo ao lado de Regina Casé. Em seguida, estreou na Globo interpretando a gordinha Laura, de Malhação. Depois disso, fez participações em Bambuluá, Sandy & Junior, Sítio do Picapau Amarelo e um episódio de Carga Pesada, até receber o convite para interpretar Sandra em Celebridade, onde formou par romântico com Bruno Gagliasso.
De lá para cá, tem marcado presença em novelas e seriados como A Diarista, América e Cobras & Lagartos.
Logo após iniciar seus trabalhos na TV, Juliana começou a descobrir também o universo teatral. Participou das peças Pequena Sereia, Pocahontas, Pai, Qual é a tua? e Tudo de Bom.

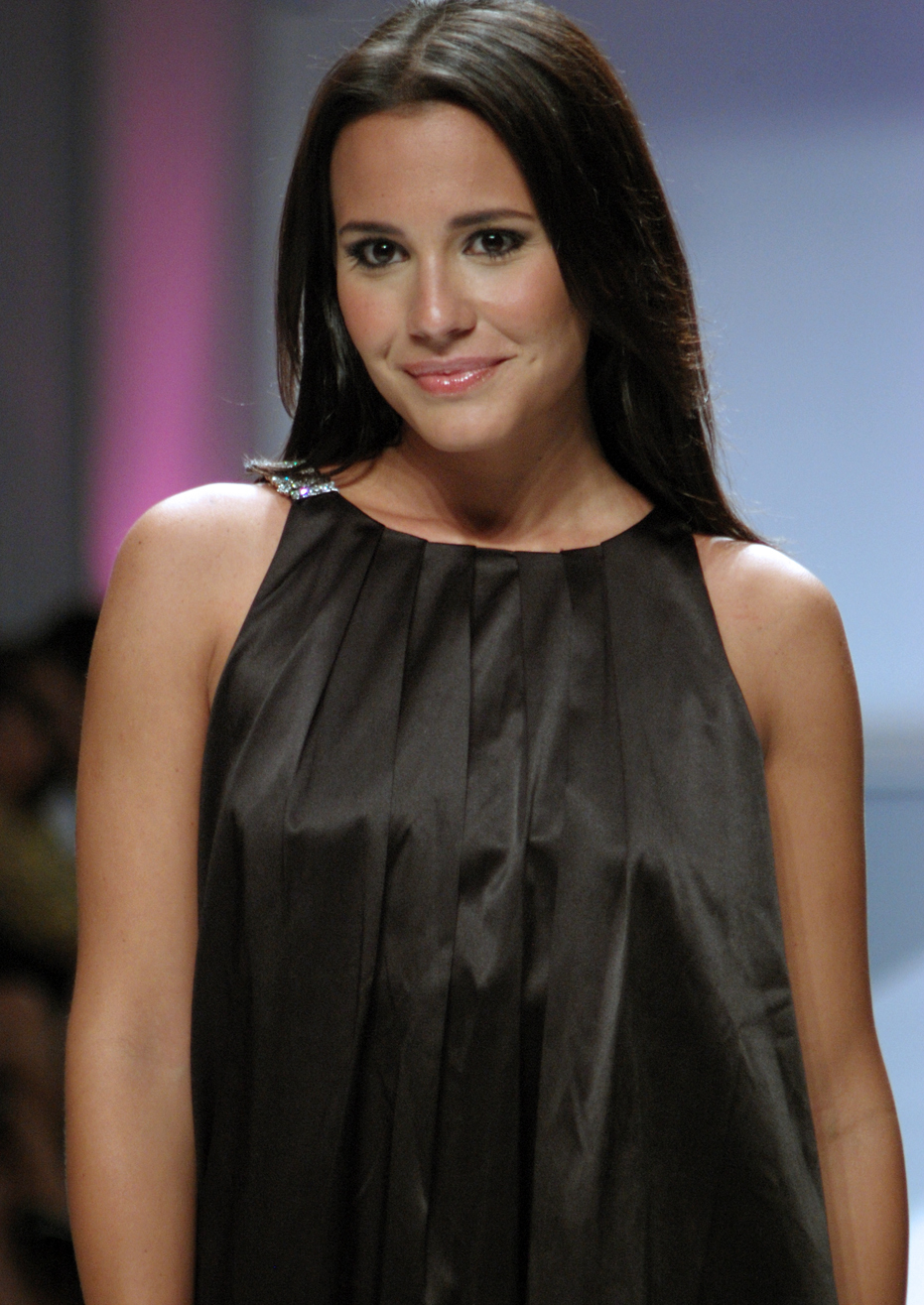
Knust no Vivo Park Fashion.

No cinema, fez o curta-metragem Vila Isabel, ao lado de Paulo Goulart e Nicette Bruno. Atuou também em Achados e Perdidos (2005) e em Xuxa e o Tesouro da Cidade Perdida (2004).
Em 2007, participou da novela Duas Caras e se apresentou no teatro com a peça "Alarme Falso".
Em 2008, participou dos seriados Casos e Acasos e Faça Sua História.
Em 2009, esteve no teatro com a peça Vergonha dos Pés, ao lado do ator Danton Mello. E fez uma participação especial em A Turma do Didi.
Em 2010, a atriz participou do seriado A Vida Alheia, escrito por Miguel Falabella. No ano seguinte, Juliana participou de um dos episódios da série Macho Man como uma cliente do salão Fréderic’s. Entre 2011 e 2012, interpretou a vilã ambiciosa  Zuleika na novela Fina Estampa.
Em 2013, retorna a televisão em uma participação especial na telenovela Lado a Lado. No mesmo ano, atua com o ator Eri Johnson na peça Pequeno Dicionário Amoroso, e na a série Uma Rua Sem Vergonha no Multishow, no qual interpretou a garota de programa Marlene. Em 2015, retorna a TV na 23ª temporada de Malhação, como a orientadora Bia.
Em 2017, inicia um novo ciclo profissional para Juliana, que assina com a RecordTV e integra o elenco da primeira fase da telenovela Belaventura, como a rainha Vitoriana e, em seguida, protagoniza a telenovela Apocalipse ao lado de Igor Rickli e Sérgio Marone, interpretando a independente e moderna jornalista Zoe, uma das responsáveis por lutar contra o domínio do Anticristo.
Em 2019, atua na macrossérie Jezabel, como a doce destemida Queila, uma jovem viúva opositora e perseguida pela Rainha Jezabel, sendo uma das protagonistas da trama.

## Vida pessoal
De origem suíça, Juliana foi casada com o estilista Gustavo Machado por 15 anos. No dia 8 de setembro de 2009, Juliana deu à luz seu primeiro filho, Mateus. Em 27 de fevereiro de 2015 nasceu o 2° filho do casal, Arthur.

## Filmografia

### Televisão
| Ano     | Título                       | Personagem                              | Notas                                              |
| ------- | ---------------------------- | --------------------------------------- | -------------------------------------------------- |
| 1997    | Malhação                     | Laura Dias                              |                                                    |
| 1999    | Você Decide                  | Lídia                                   | Episódio: "Romântica até Certo Ponto"              |
| 1999    | Você Decide                  | Mari                                    | Episódio: "Transas de Família - Parte 2"           |
| 2000    | Esplendor                    | Helena Bernardes                        |                                                    |
| 2000    | Bambuluá                     | Profª. Amanda França                    | Temporadas 1–2                                     |
| 2002    | Desejos de Mulher            | Andréa Vargas (jovem)                   | Episódio: "21 de janeiro"                          |
| 2002    | Sandy & Junior               | Leila Costa Bastos                      |                                                    |
| 2003    | Sítio do Picapau Amarelo     | Piracema                                | Episódio: "Os Bandeirantes"                        |
| 2003    | Celebridade                  | Sandra Diniz Moutinho (Jinha)           |                                                    |
| 2005    | América                      | Inesita Gimenez                         |                                                    |
| 2006    | Cobras & Lagartos            | Henriqueta (jovem)                      | Episódio: "27 de abril"                            |
| 2007    | Duas Caras                   | Débora Vieira Melgaço                   |                                                    |
| 2008    | Casos e Acasos               | Júlia                                   | Episódio: "As Testemunhas, o Hóspede e os Amantes" |
| 2008    | Faça Sua História            | Vanessa                                 | Episódio: "Bandeira 5"                             |
| 2010    | A Vida Alheia                | Fúlvia Lara                             |                                                    |
| 2011    | Fina Estampa                 | Zuleika Aguiar                          |                                                    |
| 2013    | Lado a Lado                  | Fátima                                  |                                                    |
| 2013    | Uma Rua Sem Vergonha         | Marlene                                 |                                                    |
| 2015    | Malhação: Seu Lugar no Mundo | Maria Beatriz Pereira Andrade (Bia)     |                                                    |
| 2017    | Belaventura                  | Rainha Vitoriana Montebelo e Luxemburgo | Episódios: "25–26 de julho"                        |
| 2017    | Apocalipse                   | Zoe Santero                             |                                                    |
| 2019    | Jezabel                      | Queila Horus                            |                                                    |
| 2022    | Todas as Garotas em Mim      | Giane Nogueira                          |                                                    |
| 2024-25 | Reis                         | Maaca, Rainha de Judá                   |                                                    |
| 2024    | Estranho Amor                | Delegada Vânia Jardim                   |                                                    |
| –       | Ameaça Invisível             | Renata Aleixo                           |                                                    |
| –       | Tudo de Bom                  | Moira de Espada                         |                                                    |

### Filmes
| Ano  | Título                             | Personagem      |
| ---- | ---------------------------------- | --------------- |
| 2004 | Xuxa e o Tesouro da Cidade Perdida | Jéssica         |
| 2006 | Achados e Perdidos                 | Flor            |
| 2009 | Intruso                            | Sabrina         |
| 2021 | Reação em Cadeia                   | Daniele Machado |
| 2024 | Luccas e Gi em: dinossauros        | Litza           |
| 2024 | Princesa Adormecida                | Doroteia        |

### Internet
| Ano  | Título | Personagem | Nota                   | Canal            |
| ---- | ------ | ---------- | ---------------------- | ---------------- |
| 2014 | Viral  | Diana      | Episódio 4 da Websérie | Porta dos Fundos |

### Videoclipes
| Ano  | Música          | Artista       |
| ---- | --------------- | ------------- |
| 2016 | "Pronto, Falei" | Eduardo Costa |

## Teatro
| Ano  | Título                     | Papel           |
| ---- | -------------------------- | --------------- |
| 2007 | Alarme Falso               |                 |
| 2009 | A República em Laguna      | Anita Garibaldi |
| 2009 | Vergonha dos Pés           | Fernanda Young  |
| 2013 | Pequeno Dicionário Amoroso | Luíza           |
| 2017 | Por Isso Fui Embora        | Pérola          |
| 2025 | Aluga-se um Namorado       | Sara            |

## Prêmios & indicações
| Ano  | Prêmio                         | Categoria                | Trabalho           | Resultado | ref    |
| ---- | ------------------------------ | ------------------------ | ------------------ | --------- | ------ |
| 2004 | Prêmio Austregésilo de Athayde | Atriz Revelação          | Celebridade        | Venceu    |        |
| 2004 | Prêmio Contigo! de TV          | Melhor Atriz Revelação   | Celebridade        | Indicado  | [ 33 ] |
| 2007 | Prêmio ACIE de Cinema          | Melhor Atriz             | Achados e Perdidos | Indicado  | [ 34 ] |
| 2008 | Prêmio Qualidade Brasil        | Melhor Atriz Coadjuvante | Duas Caras         | Indicado  | [ 35 ] |
| 2008 | Meus Prêmios Nick              | Gata do Ano              | Ela mesma          | Venceu    |        |